# Distretto di Alor Gajah

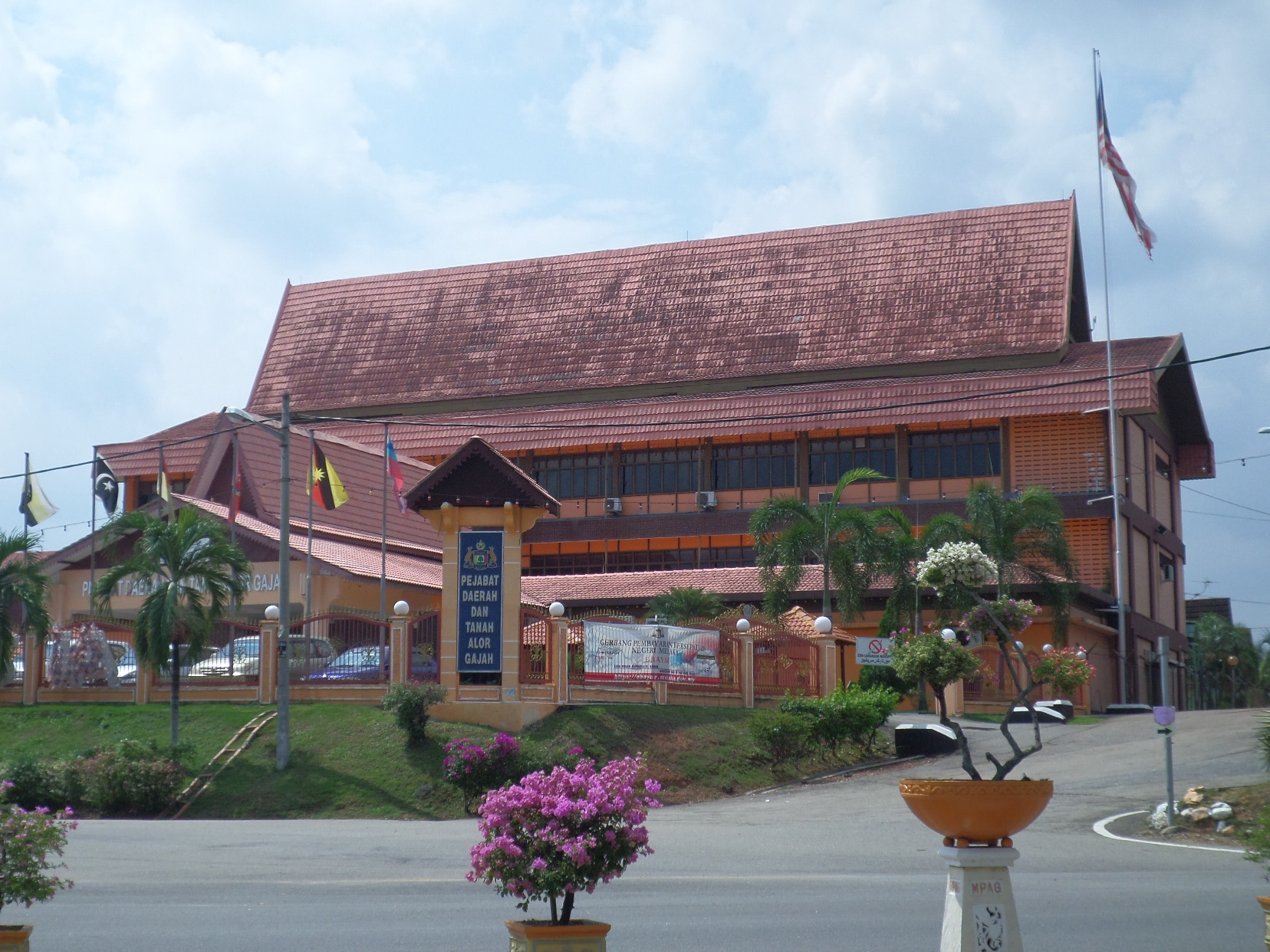
Distretto di Alor Gajah e Ufficio territoriale

Il distretto di Alor Gajah è uno dei 3 distretti malesi in cui è suddivisa la Malacca. Alor Gajah ne è il capoluogo ove risiede il parlamento dello stato malese di Malacca.
Il distretto confina a nord con il distretto di Tampin. Confina inoltre con il distretto di Jasin e con quello della Malacca Centrale. Il distretto si estende su una superficie di 660 km2.

## Geografia antropica

### Suddivisioni amministrative
Il distretto è suddiviso in 31 sotto-distretti (mukim):
- Lendu
- Lubok China
- Masjid Tanah
- Ramuan Cina Kecil
- Sungai Baru Tengah
- Kuala Sungai Baru
- Sungai Baru Hilir
- Brisu
- Alor Gajah Town
- Tanjung Rimau
- Padang Sebang
- Belimbing
- Parit Melana
- Paya Rumput

- Tampin
- Pegoh
- Kelemak
- Taboh Naning
- Melekek
- Rambai
- Rembia
- Hutan Percha
- Pulau Sebang
- Tebong
- Kemuning
- Gadek
- Machap
- Melaka Pindah
- Durian Tunggal

- Sungai Petai
- Sungai Baru Ulu
- Beringin
- Air Pa'abas
- Sungai Siput
- Ramuan Cina Besar
- Sungai Buluh
- Kuala Linggi
- Kampung Paya Datuk
- Melekek
- Simpang Ampat

## Scuole e Università
- MARA University of Technology (UiTM; lingua malese: Universiti Teknologi MARA) Alor Gajah Campus, Lendu
- University College Agroscience Malaysia (UCAM), Ayer Pa'abas
- University College Islamic Malacca (KUIM; lingua malese: Kolej Universiti Islam Melaka) Kuala Sungai Baru
- University of Kuala Lumpur (UniKL), Taboh Naning Campus, Taboh Naning
- Malaysian Maritime Academy (ALAM; lingua malese: Akademi Laut Malaysia) Kuala Sungai Baru
- Masjid Tanah Community College (lingua malese: Kolej Komuniti Masjid Tanah), Masjid Tanah
- Advanced Technology Training Center (ADTEC; lingua malese: Pusat Latihan Teknologi Tinggi) Alor Gajah, Taboh Naning
- MARA College of High Skills (Lingua malese: Kolej Kemahiran Tinggi MARA) Masjid Tanah
- National Youth Institute of High Skills (IKTBN; lingua malese: Institut Kemahiran Tinggi Belia Negara) Masjid Tanah
- Yayasan Alor Gajah College of Technology (KT-YAGA; Malay: Kolej Teknologi Yayasan Alor Gajah) Alor Gajah
- Malacca Matriculation College, (lingua malese: Kolej Matrikulasi Melaka) Londang
- Poultry Institute of Technology (ITU; lingua malese: Institut Teknologi Unggas) Alor Gajah, Masjid Tanah

## Infrastrutture e trasporti

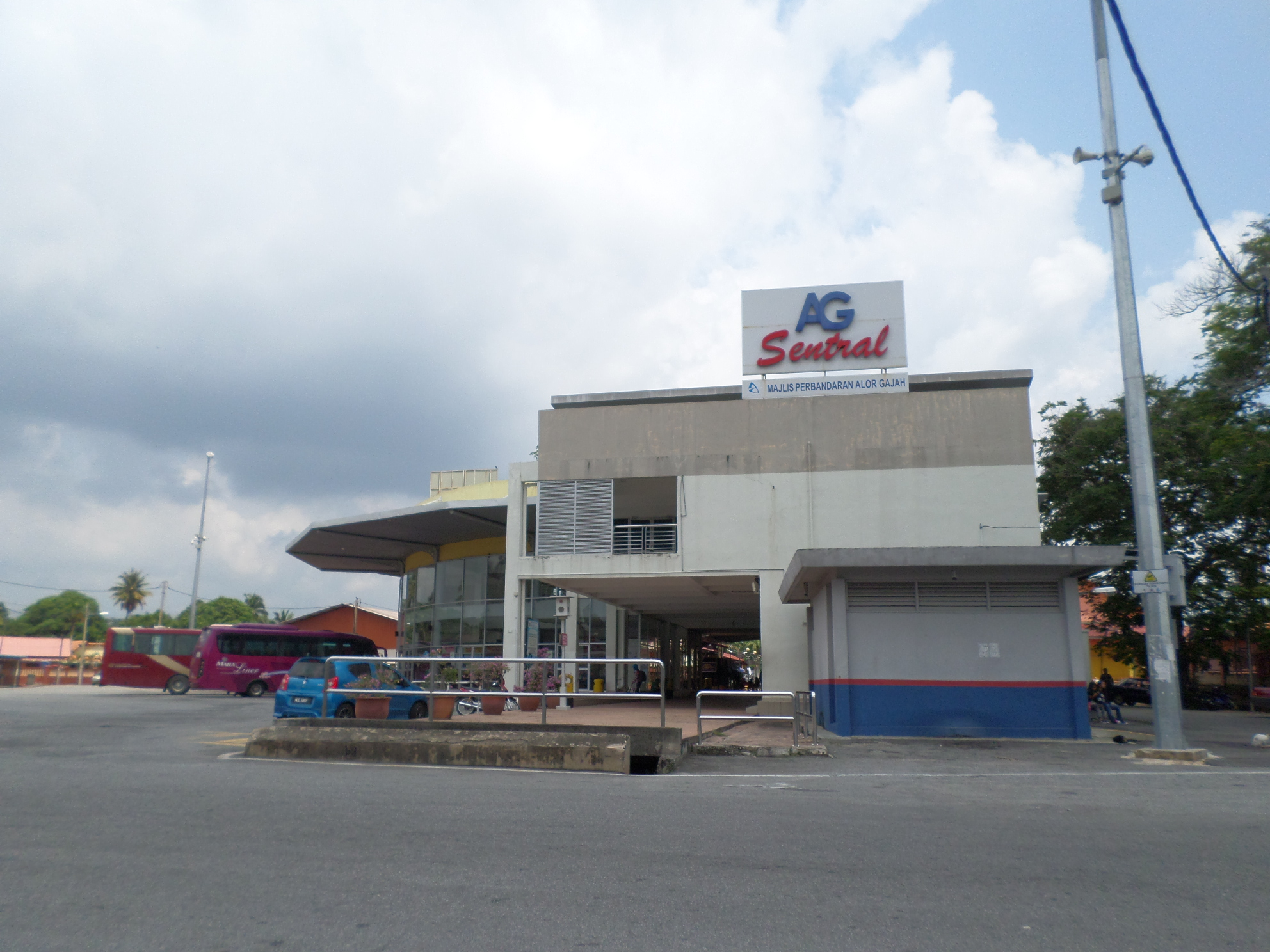
Terminale autolinee AG Sentral

- Stazione ferroviaria di Pulau Sebang/Tampin a Pulau Sebang

## Attrazioni turistiche
- A' Famosa Resort
- Cimitero britannico di Alor Gajah
- Alor Gajah Square
- Faro di Capo Rachado

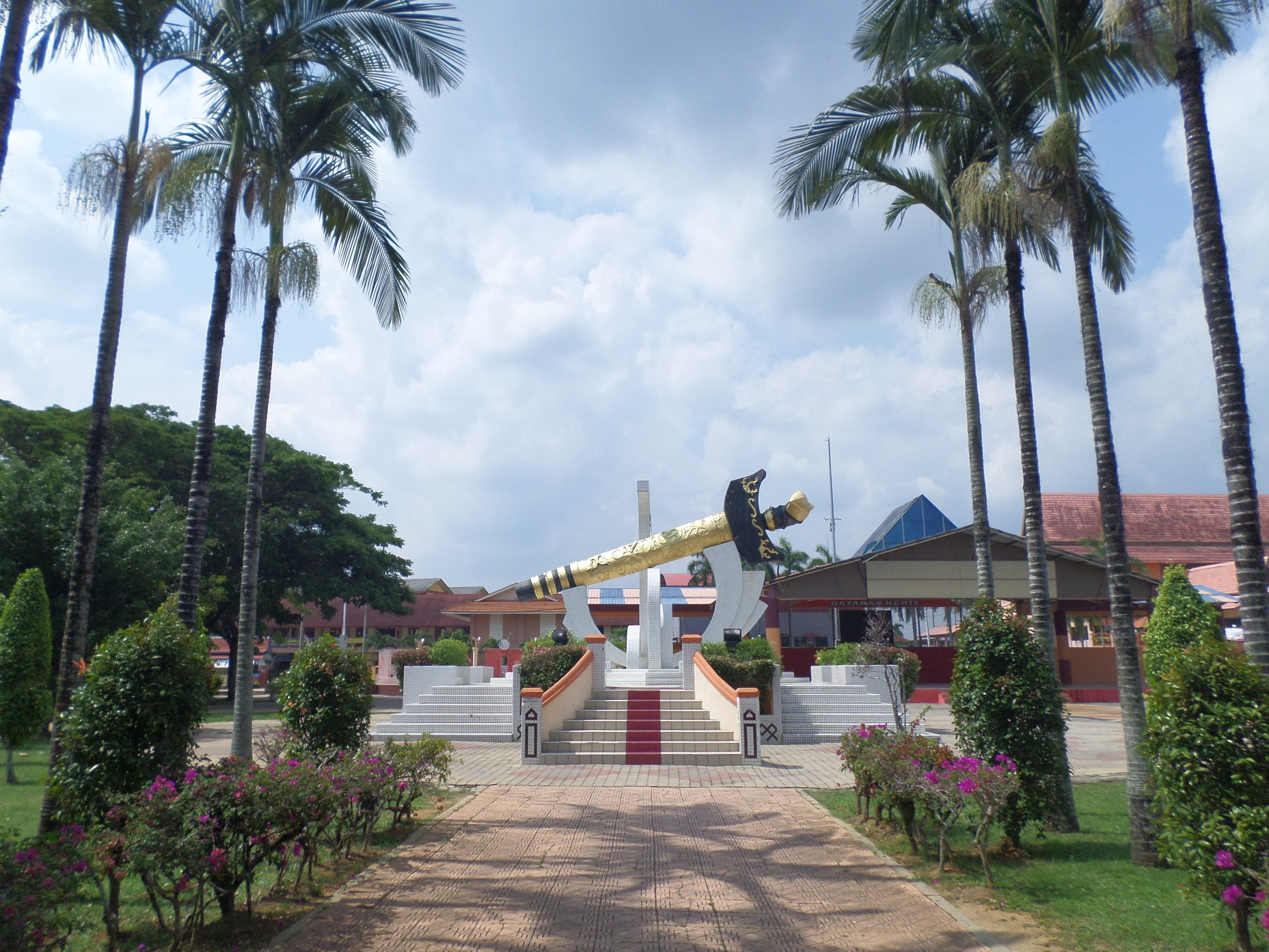
Piazza Alor Gajah

- Parco Datuk Wira Poh Ah Tiam Machap
- Tomba di Dol Said
- Gadek Hot Spring
- Spiaggia di Pengkalan Balak